# Gern (metrostation)
Gern is een metrostation in de wijk Neuhausen van de Duitse stad München. Het station werd geopend op 23 mei 1998 en wordt bediend door de lijnen U1 en U7 van de metro van München.